# Federazione Cooperative Raiffeisen
La Raiffeisenverband Südtirol Genossenschaft, in traduzione italiana Federazione Cooperative Raiffeisen soc.coop., costituisce l'associazione di vertice delle cooperative altoatesine e dei loro consorzi, costituiti secondo il "sistema Raiffeisen" e le cui attività sono ispirate ai principi cooperativistici. Inoltre, la Federazione funge da associazione di settore del gruppo bancario Raiffeisen della Provincia autonoma di Bolzano. L'attività principale è fornire rappresentanza, assistenza, consulenza e formazione.
La Federazione è, a sua volta, associata a Federcasse, la Federazione delle BCC-CR, e alla Confederazione Cooperative Italiane (Confcooperative).

## Storia
La Federazione Cooperative Raiffeisen viene costituita nel 1960. È subentrata alla "Federazione delle cooperative agricole altoatesine soc.coop.r.l., costituita con contratto del 25 novembre 1954, e alla "Federazione delle Casse Raiffeisen soc.coop.r.l." costituita il 13 febbraio 1946 e incorporata con atto di fusione del 17/12/1960.

## Organizzazione
A fine anno 2015 risultano associate alla Federazione Cooperative Raiffeisen:
- 47 Casse Raiffeisen
- 26 Cooperative di frutticoltori e produttori sementi
- 15 Cooperative vinicole
- 12 Cooperative lattiero-casearie
- 12 Cooperative di consumo e di approvvigionamento
- 15 Cooperative di gestione dell'acqua
- 58 Cooperative energetiche
- 30 Cooperative edilizie
- 17 Cooperative di gestione di asili per l'infanzia e di centri culturali
- 21 Cooperative sociali
- 69 Altre cooperative
- 13 Associazioni e consorzi
- 27 Enti senza obbligo di revisione

## Organi sociali
Il presidente della Federazione Cooperative Raiffeisen è Herbert Von Leon, il direttore generale è Paul Gasser.